# 존 코널리 (정치인)
존 보든 코널리 주니어(영어: John Bowden Connally, Jr., 1917년 2월 27일 ~ 1993년 6월 15일)은 미국의 정치인이다. 존 F. 케네디 행정부에서 해군 장관을 지내고 39대 텍사스주지사를 역임하다가 리처드 닉슨 행정부에서 재무 장관을 지냈다. 그는 3명의 대통령에게 상담 고문이었다.

## 어린 시절과 교육
텍사스주 플로레스빌에서 태어난 코널리는 소작 농부들 존 B. 코널리 시니어와 렐라 라이트의 8명의 자식들 중의 하나였다. 코널리는 샌안토니오와 플로레스빌에 있는 공립 학교를 다니고 1933년 플로레스빌에 있는 고등학교를 졸업하였다. 동년에 그는 텍사스 대학교 오스틴에 입학하여 1935년 문학사와 1941년 법학 박사 학위를 취득하였다. 키가 크고, 말라 쑥 내민 턱과 새까만 머리털의 난발을 지닌 코널리는 대학 연극에서 매혹적인 지도력을 증명하였다. 1938년 그는 학생 총수 회장으로서 선거를 이기고, 1939년과 1941년 사이에 텍사스주의 민주당원 린든 B. 존슨 의원에 측근을 지냈다. 코널리의 쉴틈 없는 야망, 정치의 사랑과 존슨과 가까운 제휴는 그의 대중 인생을 통하여 중요한 맥락들을 남겼다. 그의 사적 인생은 1940년 12월 21일 자신이 결혼한 아이다넬 ("넬리") 브릴 주위에 중심을 두었다. 그들은 4명의 자식을 두었다.

## 군사 복무
코널리의 초기 경력은 존슨과 유사하다. 그는 1941년 해군 예비 함대들에 입대하고 제2차 세계 대전이 일어나는 동안 잠시 드와이트 D. 아이젠하워 장군에 측근을 지냈다. 코널리는 태평양 전쟁으로 다시 위탁하여 자신이 전쟁의 가장 맹렬한 싸움 중의 어떤 것을 경험한 USS 에섹스 항공 모함에 주둔하였다. 그는 해군 소령의 계급에 도달하였고, 용맹으로 인하여 2개의 동성훈장을 받았다. 1945년 코널리는 법률을 업으로 하는 데 텍사스주로 돌아와 오스틴 라디오 방송국을 운영하였다. 그는 린든 B. 존슨의 1946년 의회 경주와 1948년 미국 상원을 위한 성공적인 선언을 관리하였다. 87개의 표결에 의하여 존슨의 승리를 보증하는 데 필요한 비밀 투표를 끝내는 코널리의 역할은 논쟁에 남아있다. 그러나 어린 그는 명백하게 텍사스주 정치의 본질적 요소들을 이해하였는 데 리오그란데밸리에서 기계적인 투표와 공헌자들로부터 현금의 큰 양들을 보증하는 것이다.

## 시드 리처드슨을 위한 변호사
1950년대 동안 코널리는 보수적인 자세를 취하여 텍사스주 석유 부호 시드 W. 리처드슨을 위한 변호사와 진정자가 되었다. 그는 부동산과 목장에서 소유권을 취득하여 존슨처럼 자신의 젊은 시절의 빈곤을 영원히 탈출하는 데 결심하였다. 정치에 자신을 바친 코널리는 1952년 자신의 당을 탈당하고 대통령을 위하여 아이젠하워를 성원하였다. 4년 후에 그는 집으로 돌아와 보수적 주지사 앨런 샤이버스로부터 주를 왜곡하는 데 자유주의 텍사스주민들과 가입하여 존슨에게 알렸다. 코널리의 냉혹은 자신의 부하가 동정심의 가장 작은 영향마저 결핍한 것을 은밀히 알아차린 존슨을 우둔하게 하였다. 1960년 민주당 데텅령 후보 지명을 위한 존슨의 비성공적인 입찰을 관리하는 동안 코널리는 존 F. 케네디의 부족한 건강의 소문들을 퍼뜨렸다. 그럼에 불구하고 케네디의 러닝메이트가 된 존슨과 그의 관계와 선거에서 텍사스주의 주축 역할 때문에 대통령 당선자는 그해 12월 코널리를 해군 장관으로 임명하였다.

## 해군 장관
각료급에 버금가는 직위는 코널리의 야망을 만족시키지 않았다. 국방부 장관 로버트 맥나마라가 복무 장관들로부터 권한을 빼앗었어도 그는 맥나마라와 강심성의 관계들을 유지하였다. 코널리는 텍사스주지사직을 추구하는 데 1961년 후반 해군 장관 직위로부터 사임을 하였다. 재정적과 결성적 성원은 코널리가 활동이 눈에 뜨이게 인정하였고, 그는 시초적 비밀 투표가 있던 후에 민주당 예비 선거를 지도하였다. 결승전에서 자신의 자유주의 도전자 돈 야보러를 보다 많이 쓴 코널리는 텔레비전에 매일 나와 관념 형태의 경계들을 건너 비지니스의 번창과 교육에서 향상을 약속하였다. 민주당 예비 선거에서 그는 야보러에 투표의 51.2%를, 그리고 가을 총선에서 공화당 상대 후보 잭 콕스에 54.2%를 차지하였다. 코널리는 주의 연속적인 48 시간 순회와 함께 격렬한 스타일에서 자신의 선거 운동을 닫았다.

## 텍사스주지사
1년 후에 비극이 코널리를 국내적 풍모로 변형시켰다. 1963년 11월 22일 암살범이 케네디 대통령에게 총을 쏠때 그는 댈러스를 통하여 케네디의 리무진을 타고 있었다. 코널리는 자신의 등, 가슴, 손목과 허벅지에 상처들을 견딘 후에 살아남았다. 주지사는 기소된 암살범 리 하비 오스월드가 미국 해병대로부터 자신의 탐탁지 않은 제대를 개량하는 데 비성공적으로 해군부를 청원한 이래 대통령에 보다 자신에 겨냥했을 것으로 생각하였다. 주지사의 허벅지가 꿰뚤어지기 전에 하나의 총탄이 케네디의 목과 토널리의 몸통을 지나간 워런 위원회의 결론은 코널리를 포함한 많은 미국인들에게 믿어질 수 없는 것으로 보였다. 그의 상처를 입고 느리지만 높이 공공연한 회복은 비판으로부터 코널리를 격리하여 1964년과 1966년 그의 재선을 쉽게 하였다.
주지사로서 코널리는 케네디 혹은 존슨보다 더욱 보수적인 과정을 계획하였다. 더욱 높은 교육와 정신적 보건에서 거대한 기금들을 투자하는 동안 그는 초등과 제2의 학교 교육에서 적은 흥미를 보였다. 코널리는 주들이 존슨의 "위대한 사회" 입법 프로그램들에 통치를 달성한 때를 제외하고, 그것을 위한 성원자가 아니었다. 코널리가 1964년 공민권법 시행과 투표 권리들을 보호하는 데 연방적 노력들을 둘다 비판한 그의 보수주의는 인종에 넓혀져 텍사스주가 외부의 격려없이 이 분야들에서 진출할 수 있었다고 단언하였다. 코널리가 아프리카계 미국인과 히스패닉들을 주의 관청들에 임명하고 백인 저항의 가장 불편한 형성들로부터 자신을 거리에 두었어도 그는 소수 민족들을 위하여 변화들을 휩쓰는 것을 반대하였다. 1966년 멕시코계 미국인 근로자들이 최소 농업 임금 법률의 대표하여 400 마일을 행렬할 때 코널리는 그들을 만나는 데 30 마일을 여행하여 자신의 반대를 설명하였다. 그는 그러고나서 물러나 그들이 오스틴에 도착할 때 행렬인들을 만나지 않았다.
코널리의 허세 부림은 그의 정치적 스타일에 중심이 되었다. 그의 전기작가 제임스 레스턴 주니어는 "존 코널리는 텍사스주의 중요 인물의 전형이다"고 썼다. 1964년 휴스턴 크로니클은 "코널리는 신임을 구체화하였다"고 만족스러운 듯이 말하였다. 약한 직무를 영유한 주지사는 관청의 국들에 충성스러운 협력인들을 놓았고, 흥미와 함께 권력을 휘둘렀다. 한번 민주당 국립 위원회 의장이었던 로버트 S. 스트라우스는 코널리를 "내가 여태까지 알던 가장 자격있는 남자들 중의 하나"로 불렀다. 그의 품위있는 복장, 잘생긴 미모와 상냥한 매너들은 "빈틈없는 계획"의 인물로 육성하였다. 주지사는 1967년 자신이 아프리카에서 6주간의 원정 여행에 몇명의 잘 알려진 스포츠맨들 사이에 여행을 다닐 때 자신의 남자다운 이미지를 강화하였다. 국내적 논쟁들에 그들의 다른점들이 있으면서 코널리는 베트남에서 존슨의 군사 중재를 강하게 후원하였다.
코널리는 좌익으로 옮긴 민주당에서 장소의 외부로 보였고, 1968년 재선을 위하여 나가는 데 거절하였다. 코널리의 보수적 기록과 베트남에 입장은 그해 민주당 공천 후보에 위치를 얻기 위한 그의 기회들을 방해하였다. 전당 대회에서 그는 행정부의 베트남 전쟁 강령의 항목을 위한 싸움을 이끌었고, 존슨의 전쟁 정책들을 조절하는 자신의 성원으로부터 대통령 후보로 뽑힌 휴버트 험프리 부통령을 단념시키는 도움을 주었다. 코널리는 부통령이 러닝메이트로서 자신을 숙고하지 않았기 때문에 열심 없이 험프리를 후원하였다. 1969년 코널리는 휴스턴의 빈슨 앤드 엘킨스 법률 상사에 가입하였다.

## 재무 장관
코널리는 차차 공화당원들 사이에 본거지를 찾았다. 1969년 리처드 닉슨 대통령은 행정적 분관을 재결성하는 데 그를 고문 위원회로 임명하였다. 결과들과 인상을 받은 그는 코널리를 1971년 재무 장관으로 임명하였다. 회의론의 텔레비전 방송이 텍사스주 출신 인물을 반겼으며, 그의 경제 신임장들에 관하여 의문할 때 코널리는 "내가 추가할 수 있습니다."고 말하였다. 그는 록히드로 대부금에 2억 5천만 달러를 지불 보증하였고, 인플레이션을 정지하는 데 임금과 가격 통제들을 강요하는 데 닉슨을 설득시켰다. 코널리 아래 미국은 달러와 유동 통화들을 평가 절하하는 데 이끈 금본위제를 시작하였다. 유럽과 일본의 대표들과 매매한 코널리는 금의 가격과 해외로 미국의 물건들을 팔기 위한 호의 있는 외환 환율들에서 증가를 얻었다. 단기간에서 "새경제 정책"으로 알려진 이 프로그램들은 인플레이션과 실업을 줄였고, 닉슨의 재선을 용이하게 하였다. 장기간에서 통제 수단들의 상승은 "대폭등"을 자극하는 도움을 주어 1974년 "대불경기"를 세웠다. 그러나 그의 잠시 동안의 재직을 통하여 코널리는 단조로운 내각에 본성을 가져왔다. 1971년 뉴욕 타임스의 특약 기고가 제임스 레스턴은 만약 그들이 더욱 많은 직업, 이득들과 교역을 원한다면 "자신들의 위조품을 빼는" 데 비지니스와 노동 지도자들에게 말한 것으로 그를 "워싱턴에서 가장 활기 왕성한 남자"로 인용하였다.

## 닉슨을 위한 민주당원들
1972년 5월 코널리는 "닉슨을 위한 민주당원들"을 지휘하러 정부를 떠났다. 대통령은 코널리를 높게 생각하였고, 1972년 텍사스주 출신 인물을 자신의 러닝메이트로 만드는 데 심사숙고하였다. 닉슨의 국가안보 보좌관 헨리 키신저에 의하면 "코널리의 뻐기는 자기 과신은 그 자신에 닉슨의 월터 미티 이미지"였다고 한다. 닉슨은 자신과 뉴욕주지사 넬슨 록펠러와 함께 코널리 만이 완전히 권력의 이용들을 이해하였다고 말했다.

## 당의 변경
1973년 코널리는 공화당원으로서 등록하여 워터게이트 사건이 일어나는 동안 2달 동안 대통령의 상담 고문이 되었다. 스피로 애그뉴의 사임 후, 닉슨은 그를 부통령으로 임명하기를 원했으나 아이디어는 코널리가 쫓겨난 민주당원들을 모욕하였고 공화당원들은 개심자의 조심성을 남겼다. 코널리는 곧 자신의 부패의 기소들을 향하였다. 1975년 연방 대법원은 우유 생산자들을 위한 가격 후원들에서 상승을 후원한 것으로 교환에서 1만 달러의 뇌물을 받아들인 것에 그를 무죄로 하였다. 제럴드 포드 대통령의 외교 정보 조언국에 지낸 후 코널리는 자신의 휴스턴 법률 상사로 복귀하여 몇몇의 법인 조직부들에 지냈다.

## 이후의 세월
코널리는 자신을 본 다른이들로부터 정치적 약속을 전혀 이행하지 않았다. 닉슨에 자신의 인연들이 그의 선거 전망들에 아픔을 주었어도 코널리는 1976년 공화당 대통령 후보 지명에 흥미를 보였고, 1980년 국내총생산의 대통령 승낙을 추구하였다. 코널리는 예비 선거들에서 1천 1백만 달러를 쓰고, 겨우 한명의 전당 회의 사절단을 수집한 후 로널드 레이건에게 후기의 경쟁을 패하였다. 그는 재정적 수행들의 호의에 정치를 버렸으나 나쁜 투자들의 일련들이 1988년 파산을 선언하는 데 그를 강요하였다. 그의 한번의 드넓은 대목장은 200 에이커로 줄였고, 코널리는 "난 무엇이 가난해지는 것을 안다."고 인정하였으나 한해 안에 파산으로부터 나타났다.
1993년 휴스턴에서 폐섬유증으로 사망하였고, 오스틴에 있는 텍사스 주립 묘지에 안장되었다.

## 영예
코널리는 백인 남부인들의 운동, 역사적으로 보수적 단체, 민주당에서 공화당의 전렴을 상징하였다. 그러나 전부의 그의 능력과 교활로 그는 신임을 격려하는 데 실패하였고, 양당의 국내 공천 후보자에 자리를 보증할 수 없던 것을 증명하였다. 코널리의 평판은 또한 활동들이 투표인들을 멀리하고, 그들의 가장 밝은 부하들을 변색 시킨 강력한 대통령들로부터 오기도 하였다.
코널리의 논문들은 오스틴에 있는 린든 베인스 존슨 도서관에 간수되어 있다. 미기 허스코위츠와 공동 저서한 코널리의 회고록은 〈역사의 그림자에서 : 미국의 오디세이〉(1993년)이다. 초기의 전기는 찰스 애슈먼에 의한 〈코널리 : 빅 배드 존의 모험〉(1974년)이다. 표준의 전기는 제임스 레스턴 주니어에 의한 〈홀로의 별 : 존 코널리의 일생〉(1989년)이다. 닉슨 행정부에서 코널리의 복무는 헨리 키신저의 〈백악관 세월〉(1979년), 조안 호프의 〈닉슨이 재숙고하였다〉(1994년)와 앨런 J. 매튜소의 〈닉슨의 경제 : 붐, 파산, 달러와 투표들〉(1998년)에 다루어졌다. 사망자 명부는 뉴욕 타임스(1993년 6월 16일)에 나와있다.

## 역대 선거 결과
| 선거명      | 직책명        | 대수 | 정당   | 득표율 | 득표수      | 결과 | 당락               |
| ----------- | ------------- | ---- | ------ | ------ | ----------- | ---- | ------------------ |
| 1962년 선거 | 텍사스 주지사 | 39대 | 민주당 | 53.98% | 847,038표   | 1위  | 텍사스 주지사 당선 |
| 1964년 선거 | 텍사스 주지사 | 39대 | 민주당 | 73.79% | 1,877,793표 | 1위  | 텍사스 주지사 당선 |
| 1966년 선거 | 텍사스 주지사 | 39대 | 민주당 | 72.76% | 1,037,517표 | 1위  | 텍사스 주지사 당선 |